# Anthophora kaufmanni
Anthophora kaufmanni là một loài Hymenoptera trong họ Apidae. Loài này được Fedtschenko mô tả khoa học năm 1875.